# Terremoto de Mendoza de 1920
El terremoto de Mendoza de 1920 fue un movimiento sísmico que ocurrió el 17 de diciembre de 1920 a las 19:00UTC-3, con epicentro en las coordenadas geográficas 32°42′S 68°24′O / -32.70, -68.40
Tuvo lugar en la provincia de Mendoza, Argentina. Causó graves daños y alrededor de 200 víctimas en un conjunto de poblaciones ubicadas a unos 30 km al noreste de la ciudad capital de Mendoza, especialmente en Costa de Araujo, Lavalle y El Central.
La magnitud estimada fue de 6,0 en la escala de Richter (a una profundidad de 40 km) y de una intensidad de grado VIII en la escala de Mercalli